# Fayetteville (Tennessee)
Fayetteville és una població dels Estats Units a l'estat de Tennessee. Segons el cens del 2000 tenia 6.994 habitants.

## Demografia
Segons el cens del 2000, Fayetteville tenia 6.994 habitants, 3.054 habitatges, i 1.804 famílies. La densitat de població era de 367,9 habitants/km².
Dels 3.054 habitatges en un 24,5% hi vivien nens de menys de 18 anys, en un 38% hi vivien parelles casades, en un 18% dones solteres, i en un 40,9% no eren unitats familiars. En el 37,8% dels habitatges hi vivien persones soles el 20,5% de les quals corresponia a persones de 65 anys o més que vivien soles. El nombre mitjà de persones vivint en cada habitatge era de 2,14 i el nombre mitjà de persones que vivien en cada família era de 2,81.
Per edats la població es repartia de la següent manera: un 21,2% tenia menys de 18 anys, un 8,1% entre 18 i 24, un 22,9% entre 25 i 44, un 22,1% de 45 a 60 i un 25,7% 65 anys o més.
L'edat mediana era de 43 anys. Per cada 100 dones de 18 o més anys hi havia 70,8 homes.
La renda mediana per habitatge era de 23.830 $ i la renda mediana per família de 32.477 $. Els homes tenien una renda mediana de 26.957 $ mentre que les dones 22.382 $. La renda per capita de la població era de 18.391 $. Entorn del 15,1% de les famílies i el 20,8% de la població estaven per davall del llindar de pobresa.

## Poblacions més properes
El següent diagrama mostra les poblacions més properes.